# Ташань
Таша́нь — село в Україні, в Бориспільському районі Київської області. Центр Ташанської сільської громади. Населення становить 425 осіб.

## Сучасний стан
Село Ташань -  центр територіальної громади, до якої входить загалом 16 сіл. У селі розташовано: центр надання адміністративних послуг (ЦНАП), будинок культури (БК), дві крамниці, комунальне підприємство «Ташань», гімназія, дитячий майданчик, відділення пошти, амбулаторія, будинок престарілих, Ташанський парк, приватне підприємство ПП «Євросем», Аптека ПП «Медіан».
У гімназії вчиться 75 учнів, 15 вихованців дошкільного підрозділу. До гімназії підвозять з сіл Горбані, Дениси, Положаї, Чопилки, Шевченкове. До 2022 року заклад освіти був І-ІІІ ступенів, але був пониженний.
Триває капітальний ремонт укриття та харчоблоку гімназії, невдовзі розпочнуться роботи з облаштування водовідведення та відсотки закладу освіти.
Будинок культури є центром культури та дозвілля громади. Проведено ремонт приміщення будинку культури. З призначенням нового керівника відділу культури Валентина Герасименка у вересні 2022 року, почалися відбуватися концерти, наведення ладу у будинках культури та клубах громади.
У 2023 році в пам'ять про загиблих в російсько-українській війні героїв Ташанської громади, було відкрито Алею Слави біля Ташанського будинку культури. 
Амбулаторія в занедбаному стані. Зі старими вікнами, сходами та приміщеннями, без внутрішнього санвузла. В 2023 році заплановано капітальний ремонт амбулаторії. З листопада 2021 року почав працювати сімейний лікар громади.
Центр надання адміністративних послуг був введений у експлуатацію влітку 2022 року. Там розташована адміністрація громади та надаються адміністративні послуги.
Станом на 30.10.2023 у селі Ташань з 2021 року проведено такі роботи щодо доріг:
- Капітальний ремонт вулиці Центральна - щебнева висипка;
- Капітальний ремонт І черги вулиці Шевченка - асфальтне покриття;
- Капітальний ремонт ІІІ черги вулиці Шевченка - асфальтне покриття;
- Капітальний ремонт вулиці Молодіжна - щебнева висипка;
- Поточний ремонт вулиці Житника - щебнева висипка;
- Облаштовано під'їзд до ЦНАП - асфальтне покриття;
Територіальний центр соціального обслуговування до 2021 року був в занедбаному стані, він не ремонтувався від початку побудови на початку XX століття. В 2021 році територіальний центр переданий до власності Ташанської та Студениківської громади. В тому ж році половину будівлі було відремонтовано. В 2022 році відремонтовано частину інших кімнат. На початку 2023 року придбано легковий автомобіль для терцентру. В 2023 році проведено І чергу капітального ремонту палат для жителів терцентру, було витрачено приблизно 1 млн гривень згідно проєкту. Також запланована ІІ черга, орієнтовною вартістю 700 тисяч. Окрім того, заплановано встановлення нового паркану.

## Центр громади

#### 2019—2020 роки
30 червня 2019 року створено Ташанську сільську громаду, з адміністративним центром у с. Ташань. У березні 2020 року створено комунальне підприємство «Ташань» з місцезнаходженням у с. Ташань. Осінню того ж року Ташанський заклад освіти отримав новий шкільний автобус. Громада намагається добитися передачі Ташанського парку з державної власності до комунальної власності ОТГ.

#### 2021 рік.
Почато реконструкцію приміщень під Центр надання адміністративних послуг. Проведено капітальний ремонт ділянки вул. Центральної, поточний ремонт частин будівлі будинку людей похилого віку. У амбулаторії села було працевлаштовано сімейного лікаря. Проведено ремонт будинку сімейного лікаря. Закуплено два трактори для СКП «Ташань».

#### 2022 рік.
Введено в експлуатацію реконструйоване приміщення Центру надання адміністративних послуг (ЦНАП). Для комунального підприємтва громади закуплено екскаватор-навантажувач, колісний трактор та комбайн. Проведено ремонт приміщення Ташанського будинку культури та продовжується ремонт будинку людей похилого віку. Ташанський заклад освіти І-ІІІ ступенів понижено до гімназії. У гімназії встановлено LED-світильники.

#### 2023 рік.
Придбано службові автомобілі для сімейного лікаря громади, терцентру, виконкому та комунального підприємства. Проведений ремонт відмостки будинку культури та додаткові роботи з ремонту приміщення. Облаштовано пішохідні доріжки біля будинку культури. Відкрито Алею Слави загиблих героїв Ташанської громади. Проведено капітальний ремонт першої та третьої черги вулиці Шевченка та вулиці Молодіжна, проведено висипку по вул. Житника.
Розпочато роботи з капітального ремонту харчоблоку та укриття Ташанської гімназії.

## Назва
Назва городища Ташань має декілька версій. Слово «таш» — тюркського походження, що означає камінь. Можливо коли 1239 року монголи завойовували цю місцевість, їм було тяжко оволодіти цим опорним пунктом Київської Русі, тож вони і дали назву Ташань, тобто «міцне, як камінь».
Друга версія — у річку Супій проти Ташані з лівого боку впадала притока, яка називалася Ташанкою, то по її назві назвали і село.
Третя ж версія — слово «ташак» з тюркської мови означає місце, де когось побили, та мабуть на місці села відбулась якась битва і тюрків було побито. Нині в Таджикистані говорять «Не ходи туди, бо там ташак (поб'ють)».
ТАШУВАТИ
-ую, -уєш, недок., перех., розм., рідко. Розміщувати; розташовувати.
І світ заліззям облягло,
вселенська ніч ташує шатра... (П-1:150).

## Історія
Перша згадка про село Ташань датована 1149 роком в Іпатіївському літописі «Как Юрий Долгорукий узял Переяслав». Але розкопки Добраничівської стоянки, якій понад 10 000 років, доказують те, що люди жили на території села  набагато раніше. Село розташоване на правому березі річки Супій. Дослідник Михайло Максимович писав: «В межах Переяславського повіту лежить волосне село Ташань (або Китай-городище) з населенням півтори тисячі осіб. Нинішнє містечко Ташань ще в минулому XVIII столітті мало назву Городище. Без сумніву, це одне із давніх українських сіл».

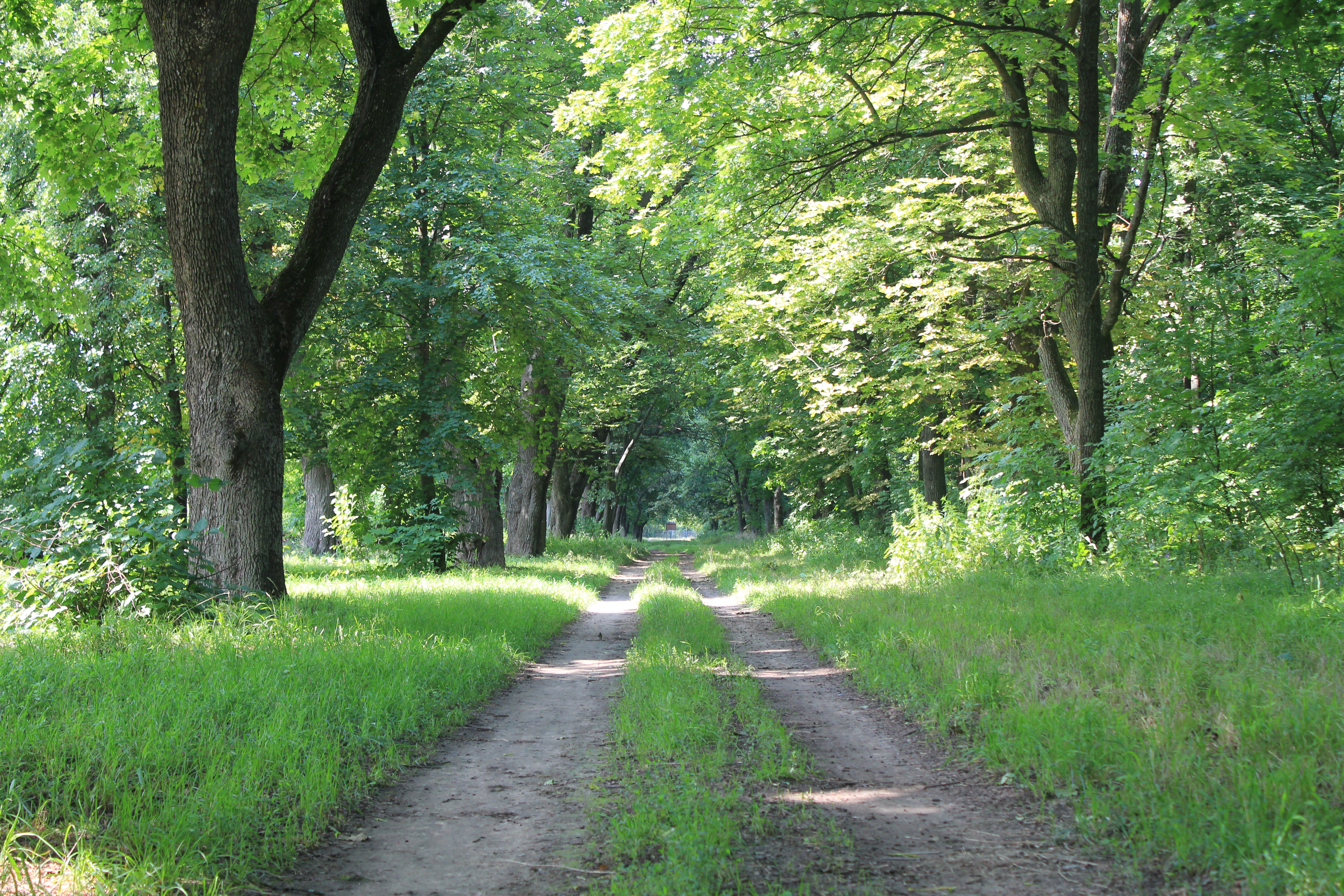
Парк-пам'ятка садово-паркового мистецтва (144 га), село Ташань

У «Відомостях про місцевість Переяславського полку», складених у 1730 році читаємо: «Село Ташань, за свідченнями старожилів, як вони пам'ятають, раніше було вільне військове, а потім ним володіли — колишні полковники переяславські Лисенко, Іван Момот, Іван Мирович, Степан Томара, Павло Доброницький. Нині селом володіє генеральша Кантакузина».
У 1770 році Катерина ІІ указом Сенату село Ташань подарувала Петрові Рум'янцеву-Задунайському. Рум'янцев звелів побудувати великий замок та посадити парк. Звідси Рвін керував Лівобережною Україною. Тут у Ташані в 1796 році 8 грудня він і помер.
Після Рум'янцева Ташань належала його сину Сергію Петровичу Рум'янцеву.
Є на мапі 1812 року
У 1903 році Ташань переходить до рук князя Констянтина Олександровича Горчакова.
Виписка з книги «Шляхи, що примикають до Києва, і лінії північній частині області» В. В. Морачевського, Б. Г.  Карпова та І. М. Малишевої (Розділ IX): "В  8 верстах  отсюда к юго-западу, но уже на противоположном  берегу р. Супой и уже в пределах Переяславского уезда лежит волостное село Ташань (или Китай-Городище) с наседением около 1,5 тыс. жителей. Возле села и далее по направлению к западу, к течению р. Трубежа видны остатки древнего вала, защищавшего город Переяславль с северной стороны". «Нынешнее местечко Ташань — пише Максимович — еще в прошлом (XVIII) столетии называлось Городищем. Без сомнения это один из древнейших украинских городов. В год освобождения крестьян Ташань принадлежала кн. Ник. Павл. Голицыну, владевшему здесь 17 тыс. дес.»

Братська могила вояків Червоної Армії і пам'ятник воїнам-односельцям, які загинули в роки німецько-радянської війни, село Ташань, біля сільської ради

1910 - село разом з х.Борисівка та маєтком Горчакова, центр Ташанської волості Переяславського повіту Полтавської губернії, 333 господарства, 1930 осіб обох статей з найманими робітниками.
В селі Ташань 1930 року було 368 дворів і проживало 2202 мешканці. Того ж року в селі комуністами примусово був організований колгосп імені Комінтерну, при цьому розкуркулили 3 заможних селянських родини. За обидва голодоморні роки вціліли всі записи у книгах реєстрації актів про смерть по сільській раді, що дає змогу назвати убитих голодом поіменно. Це 358 осіб, 309 людей комуністи убили у 1933 році. Загальна кількість жертв — 900 осіб. Пояснюється така велика розбіжність тим, що сільська рада фіксувала далеко не кожну смерть у селі. Дехто стверджує, що це робилося свідомо на виконання вказівок вищої влади. Убитих голодом ховали на сільському кладовищі.
У післявоєнний час Ташань мала: середню школу, дільничну лікарню, аптеку, побуткомбінат, пошту, ряд магазинів, кожну неділю у селі відбувався великий міжобласний базар, великий колгосп.
На даний час село повільно вимирає. Щороку помирає 25-30 осіб, а народжується по 2-3 дитини. Молоде населення не залишається жити у селі, а їде до міст, де є робота.

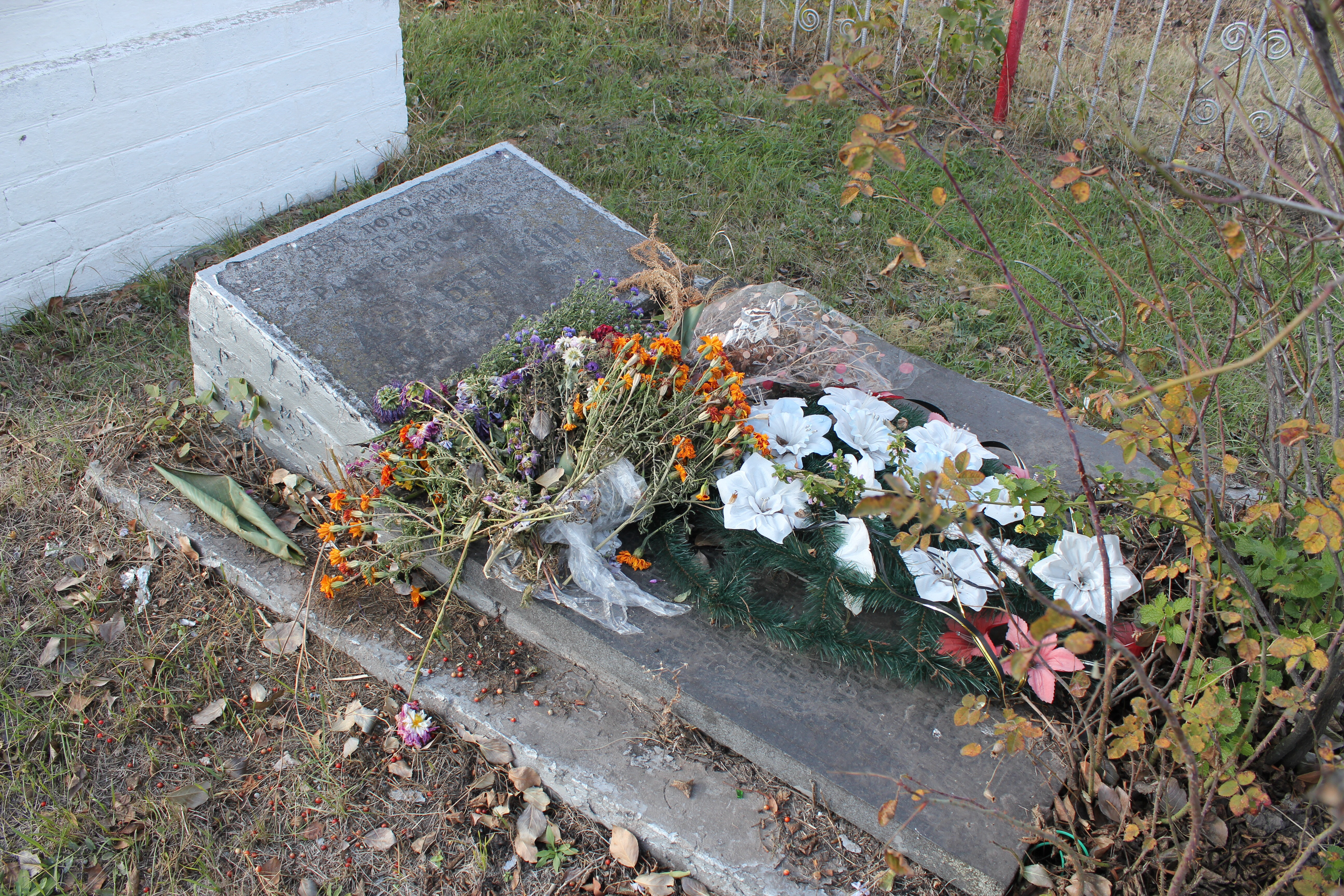
Могила Героя СРСР Долбешкіна П. А., який загинув у роки Німецько-радянської війни, село Ташань, могила біля будинку культури

## Відомі люди
- Житник Анатолій Архипович (нар. 1945) — український письменник.
- Міхновський Юрій Іванович — військовик, полковник російської імператорської армії, рідний брат Миколи Міхновського.
- Самутіна Ганна Іванівна — українська художниця, Заслужений художник України.
- Самутін Петро Зотович — український військовий діяч, сотник Армії УНР.